# UTC+05:45

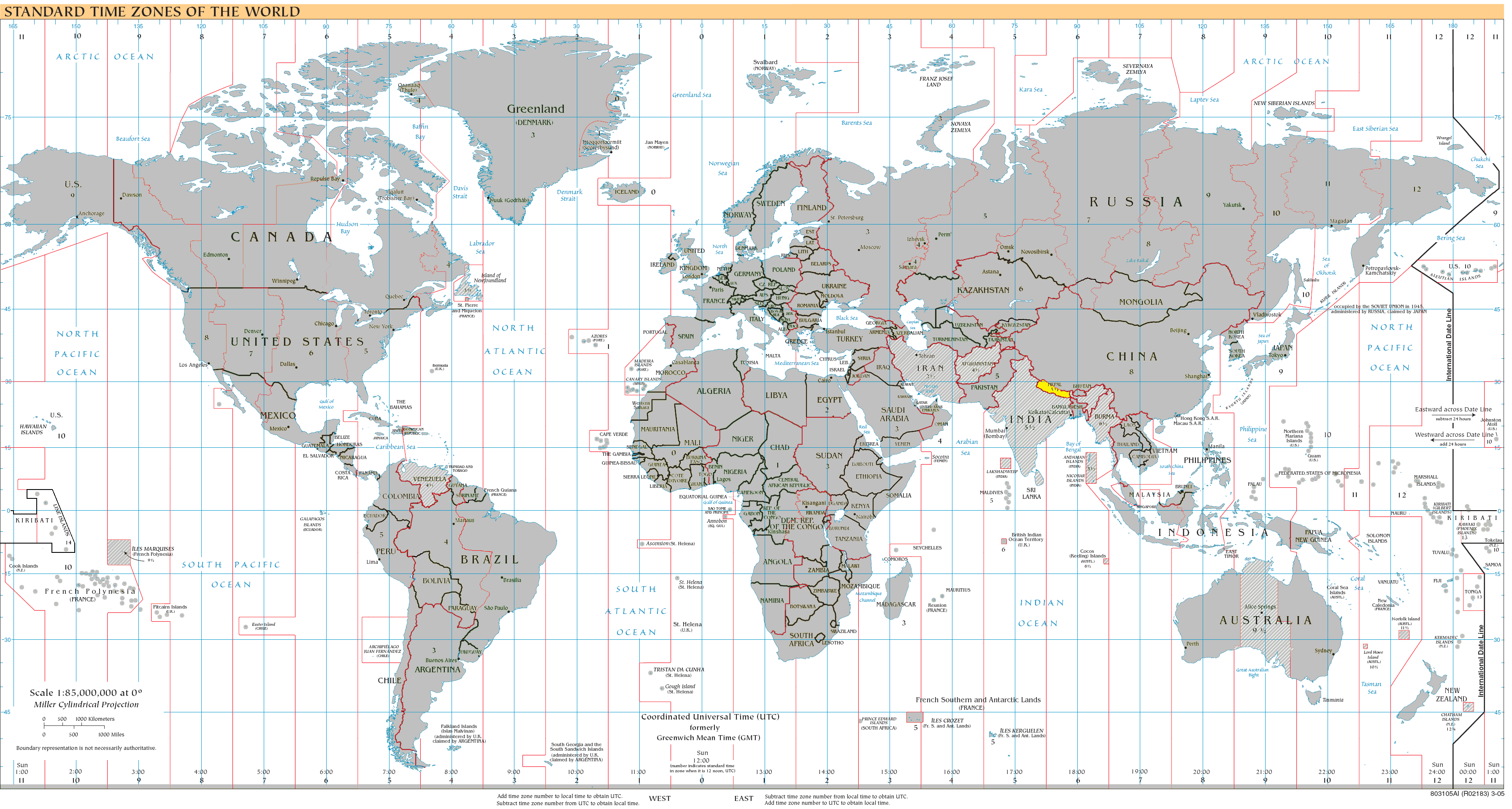
UTC+05:45

UTC+05:45 (E‡ – Echo‡) – strefa czasowa, odpowiadająca czasowi słonecznemu południka 86°15'E.
W strefie znajduje się tylko Nepal, jest ona mniej więcej dopasowana do czasu słonecznego Katmandu (UTC +5:41:16).

## Strefa całoroczna
Azja:
- Nepal